# Élections législatives de 1914 dans les Alpes-Maritimes
Les élections législatives de 1914 ont eu lieu les 26 avril et 10 mai 1914.

## Élus
|   | Circonscription | Député sortant |  | Groupe parlementaire | Député élu                 |  | Groupe parlementaire   |
| - | --------------- | -------------- |  | -------------------- | -------------------------- |  | ---------------------- |
| 1 | 1re de Grasse   |                |  |                      | Jean Ossola                |  | Gauche radicale        |
| 2 | 2e de Grasse    |                |  |                      | Pierre Jean François Arago |  | Gauche démocratique    |
| 3 | 1re de Nice     |                |  |                      | Flaminius Raiberti         |  | Gauche démocratique    |
| 4 | 2e de Nice      |                |  |                      | Ernest Lairolle            |  | Gauche démocratique    |
| 5 | 3e de Nice      |                |  |                      | Félix Poullan              |  | Républicains de gauche |
| 6 | Puget-Théniers  |                |  |                      | Alexandre Durandy          |  | Gauche radicale        |

## Résultats à l'échelle du département
| Partis         | Partis                                           | Premier tour | Premier tour | Deuxième tour | Deuxième tour | Sièges |
| Partis         | Partis                                           | Voix         | %            | Voix          | %             | Sièges |
| -------------- | ------------------------------------------------ | ------------ | ------------ | ------------- | ------------- | ------ |
|                | Parti républicain démocratique                   | 26 651       | 55,31        |               |               | 3      |
|                | Radicaux indépendants                            | 9 062        | 18,81        | 5 243         | 98,26         | 2      |
|                | Fédération des gauches                           | 5 073        | 10,53        |               |               | 1      |
|                | Parti républicain, radical et radical-socialiste | 3 341        | 6,93         | 0             |               |        |
|                | Section française de l'Internationale ouvrière   | 1 558        | 3,23         | 0             |               |        |
|                | Républicains démocratiques                       | 1 913        | 3,97         | 0             |               |        |
|                | Divers                                           | 589          | 1,22         | 93            | 1,74          | 0      |
|                |                                                  |              |              |               |               |        |
| Inscrits       | Inscrits                                         | 73 060       | 100,00       | 12 101        | 100,00        | 6      |
| Votants        | Votants                                          | 50 855       | 69,61        | 7 037         | 58,15         |        |
| Abstention     | Abstention                                       | 22 205       | 30,39        | 5 064         | 41,85         |        |
| Blancs et nuls | Blancs et nuls                                   | 2 668        | 5,25         | 1 701         | 24,17         |        |
| Exprimés       | Exprimés                                         | 48 187       | 94,75        | 5 336         | 75,83         |        |

## Résultats par arrondissement

### Arondissement de Grasse

#### 1recirconscription
| Candidats      | Candidats      | Étiquette      | Premier tour | Premier tour | Deuxième tour | Deuxième tour |
| Candidats      | Candidats      | Étiquette      | Voix         | %            | Voix          | %             |
| -------------- | -------------- | -------------- | ------------ | ------------ | ------------- | ------------- |
|                | Jules Fayssat  | PRD            | 4 463        | 49,93        | Retrait       | Retrait       |
|                | Jean Ossola    | Rad-ind        | 4 426        | 49,52        | 5 243         | 98,26         |
|                | Divers         | Divers         | 49           | 0,55         | 93            | 1,74          |
|                |                |                |              |              |               |               |
| Inscrits       | Inscrits       | Inscrits       | 12 074       | 100,00       | 12 101        | 100,00        |
| Votants        | Votants        | Votants        | 9 124        | 75,57        | 7 037         | 58,15         |
| Abstention     | Abstention     | Abstention     | 2 950        | 24,43        | 5 064         | 41,85         |
| Blancs et nuls | Blancs et nuls | Blancs et nuls | 186          | 2,04         | 1 701         | 24,17         |
| Exprimés       | Exprimés       | Exprimés       | 8 938        | 97,96        | 5 336         | 75,83         |

#### 2ecirconscription
| Candidats      | Candidats                  | Étiquette      | Premier tour | Premier tour |
| Candidats      | Candidats                  | Étiquette      | Voix         | %            |
| -------------- | -------------------------- | -------------- | ------------ | ------------ |
|                | Pierre Jean François Arago | FDG            | 5 073        | 54,93        |
|                | Joseph Gillette-Arimondy   | PRRRS          | 3 341        | 36,18        |
|                | Lieutaud                   | SFIO           | 497          | 5,38         |
|                | Divers                     | Divers         | 324          | 3,51         |
|                |                            |                |              |              |
| Inscrits       | Inscrits                   | Inscrits       | 12 690       | 100,00       |
| Votants        | Votants                    | Votants        | 9 483        | 74,73        |
| Abstention     | Abstention                 | Abstention     | 3 207        | 25,27        |
| Blancs et nuls | Blancs et nuls             | Blancs et nuls | 248          | 2,62         |
| Exprimés       | Exprimés                   | Exprimés       | 9 235        | 97,38        |

### Arrondissement de Nice

#### 1recirconscription
| Candidats      | Candidats             | Étiquette      | Premier tour | Premier tour |
| Candidats      | Candidats             | Étiquette      | Voix         | %            |
| -------------- | --------------------- | -------------- | ------------ | ------------ |
|                | Flaminius Raiberti    | PRD            | 8 632        | 88,89        |
|                | Frederick Stackelberg | SFIO           | 1 061        | 10,93        |
|                | Divers                | Divers         | 18           | 0,19         |
|                |                       |                |              |              |
| Inscrits       | Inscrits              | Inscrits       | 17 226       | 100,00       |
| Votants        | Votants               | Votants        | 10 486       | 60,87        |
| Abstention     | Abstention            | Abstention     | 6 740        | 39,13        |
| Blancs et nuls | Blancs et nuls        | Blancs et nuls | 775          | 7,39         |
| Exprimés       | Exprimés              | Exprimés       | 9 711        | 92,61        |

#### 2ecirconscription
| Candidats      | Candidats       | Étiquette        | Premier tour | Premier tour |
| Candidats      | Candidats       | Étiquette        | Voix         | %            |
| -------------- | --------------- | ---------------- | ------------ | ------------ |
|                | Ernest Lairolle | PRD              | 3 486        | 62,28        |
|                | Pierre Gautier  | Rép. dém. (ind.) | 1 913        | 34,18        |
|                | Divers          | Divers           | 198          | 3,54         |
|                |                 |                  |              |              |
| Inscrits       | Inscrits        | Inscrits         | 8 931        | 100,00       |
| Votants        | Votants         | Votants          | 6 039        | 67,62        |
| Abstention     | Abstention      | Abstention       | 2 892        | 32,38        |
| Blancs et nuls | Blancs et nuls  | Blancs et nuls   | 442          | 7,32         |
| Exprimés       | Exprimés        | Exprimés         | 5 597        | 92,68        |

#### 3ecirconscription
| Candidats      | Candidats      | Étiquette      | Premier tour | Premier tour |
| Candidats      | Candidats      | Étiquette      | Voix         | %            |
| -------------- | -------------- | -------------- | ------------ | ------------ |
|                | Félix Poullan  | PRD            | 10 070       | 100,00       |
|                |                |                |              |              |
| Inscrits       | Inscrits       | Inscrits       | 16 124       | 100,00       |
| Votants        | Votants        | Votants        | 10 843       | 67,25        |
| Abstention     | Abstention     | Abstention     | 5 281        | 32,75        |
| Blancs et nuls | Blancs et nuls | Blancs et nuls | 773          | 7,13         |
| Exprimés       | Exprimés       | Exprimés       | 10 070       | 92,87        |

### Arrondissement de Puget-Théniers
| Candidats      | Candidats         | Étiquette      | Premier tour | Premier tour |
| Candidats      | Candidats         | Étiquette      | Voix         | %            |
| -------------- | ----------------- | -------------- | ------------ | ------------ |
|                | Alexandre Durandy | Rad-ind        | 4 636        | 100,00       |
|                |                   |                |              |              |
| Inscrits       | Inscrits          | Inscrits       | 6 015        | 100,00       |
| Votants        | Votants           | Votants        | 4 880        | 81,13        |
| Abstention     | Abstention        | Abstention     | 1 135        | 18,87        |
| Blancs et nuls | Blancs et nuls    | Blancs et nuls | 244          | 5,00         |
| Exprimés       | Exprimés          | Exprimés       | 4 636        | 95,00        |